# مارکو سوپرانو
مارکو سوپرانو (انگلیسی: Marco Soprano؛ زادهٔ ۲۵ دسامبر ۱۹۹۶) بازیکن فوتبال است.
از باشگاه‌هایی که در آن بازی کرده‌است می‌توان به باشگاه فوتبال جنوآ اشاره کرد.